# 得力其尔鄂温克族乡
得力其尔鄂温克族乡是中华人民共和国内蒙古自治区呼伦贝尔市阿荣旗下辖的一个民族乡。

## 行政区划
得力其尔鄂温克族乡下辖以下村级行政区划单位：
忠诚堡村、新立村、东北沟村、杜代沟村、兴南镇村、得力其尔村、龙头山村、马河村和民族村。